# Oberea flavipennis
Oberea flavipennis är en skalbaggsart som beskrevs av Kurihara och N. Ohbayashi 2007. Oberea flavipennis ingår i släktet Oberea och familjen långhorningar.
Artens utbredningsområde är Taiwan. Inga underarter finns listade i Catalogue of Life.